# Knockin' on Heaven's Door
Pour les articles homonymes, voir Knockin' on Heaven's Door (homonymie).
Pistes de Pat Garrett and Billy the Kid
Turkey Chase Final Theme
Knockin' on Heaven's Door est une chanson de Bob Dylan. Elle est parue en 1973 sur l'album Pat Garrett and Billy the Kid, bande originale du film du même nom, réalisé par Sam Peckinpah, dans lequel Bob Dylan interprète un personnage énigmatique, « Alias ».
C'est pour cela que la chanson intervient dans le film Pat Garrett et Billy le Kid quand meurt le shérif (d'où le sens des paroles, et le « badge » qui désigne en fait l'étoile du shérif).
Le refrain Knock-knock-knockin' on Heaven's Door est repris quatre fois.
Sur scène, Bob Dylan a souvent joué le morceau de façon différente de la version studio, notamment dans les albums suivants :
Before the Flood, The 30th Anniversary Concert Celebration et MTV Unplugged.

## Chanson
C'est une chanson évoquant les instants, spirituellement parlant, entre ciel et terre :
« It's gettin' dark, too dark to see
I feel like I'm knockin' on heaven's door. »
« Il fait de plus en plus sombre, trop sombre pour voir
J'ai l'impression de frapper à la porte du paradis »

## Reprises
Le morceau a été très souvent repris par des musiciens : Al de Coignac, Guns N'Roses, Grateful Dead, Ben Sidran, Nick Cave, Aerosmith, Warren Zevon, Elliott Murphy, Zac Harmon, Nina Hagen, Bryan Ferry, Randy Crawford, Roger Waters, Avril Lavigne, Bon Jovi, Wyclef Jean, Bruce Springsteen, Eric Clapton, Bill West, Morgan Heritage et Phil Collins, sur l'album Pizza Tapes de David Grisman et Jerry Garcia, Rory Gallagher, U2, Mark Knopfler, Lana Del Rey, CharlÉlie Couture pendant sa tournée Lafayette en 2017, ou encore en japonais avec Angela Aki et Robert Nilan.
Jerry Garcia, avec son groupe le Jerry García Band, propose au fil des années différentes approches du morceau. En 1976, le morceau est exécuté très lentement. En 1978, le groupe exécute une version entièrement basée sur un rythme reggae, puis, à partir de 1980, propose une lecture plus classique (seul le refrain est exécuté avec une rythmique reggae. Grateful Dead, groupe principal de Jerry Garcia, joue fréquemment ce morceau sur scène, à partir de l'été 1987, date de la tournée commune du groupe avec Bob Dylan. Une version est publiée dans l'album Dylan and the Dead, puis, à partir de cette période, le morceau est fréquemment utilisé comme rappel par le groupe, comme lors du concert du 1er avril 1988, ou lors du concert du 20 septembre 1990.
Le groupe Guns N' Roses a réalisé une version célèbre plus rythmée que l'original avec l'ajout d'une intro et de solos de guitare aux intonations hard rock (deux versions, sur l'album Use Your Illusion II, et une autre live en 1992 au Wembley Stadium, lors du Freddie Mercury Tribute Concert) et une version hard rock/reggae (live à l'hippodrome de Vincennes (1992) / Tokyo Dôme (1992) qu'on peut voir sur la vidéo Use Your Illusion II) .
Le groupe Television l'a repris sur l'album live The Blow Up.
Le groupe The Sisters of Mercy en a enregistré trois reprises dans les albums live Tune in...Turn off...Burn out, Opus Dei et Knocking On Heaven's Door.
En 1995, le chanteur Hugues Aufray en réalise une version française intitulée Knock Knock Ouvre-toi porte d'or sur l'album Aufray trans Dylan.
En 1997, le Brésilien Zé Ramalho en fait une reprise en portugais intitulée Batendo na porta do Ceu.
Dans les années 2000, la chanteuse Gabrielle utilise un sample du standard de Bob Dylan, pour son tube Rise. Le single du titre éponyme est un succès dès sa sortie.
En 2005, le groupe américain de blues-rock The Jenerators reprend le titre sur l'album Pony Up. Le chant est assuré par le batteur et l'un des chanteurs du groupe, Miguel Ferrer, également acteur. Cette reprise peut être entendue en 2017 dans la série américaine NCIS: Los Angeles, en hommage à Ferrer après sa mort.
Claire Diterzi en a également fait une reprise puissante et mélancolique, apparaissant sur la bande originale du film Requiem for Billy the Kid, sortie en 2007.
Antony and the Johnsons font une autre reprise que l'on peut entendre lors du générique de fin du film I'm Not There de Todd Haynes.
Le 26 octobre 2007, à Shillong (capitale du Meghalaya, un État de l'Inde), la chanson est jouée par un ensemble de 1 730 guitares, entrant ainsi dans le Livre Guinness des records.
En 2008, le chanteur William Baldé reprend cette chanson au troisième couplet « un peu décalé » pour son tube Rayon de Soleil.
En 2009, Eddy Mitchell l'adapte en français sous le titre Frappe aux portes du paradis dans son album Grand Écran.
La même année, l'humoriste Axelle Laffont en sort une nouvelle version française plus décalée intitulée Toc toc toc aux portes du paradis, single issu du premier album Toc toc toc de la fille de Patrice Laffont.
En octobre 2009, Ed Robinson en effectue une version reggae, dans son album Once Again.
Toujours en 2009, Angela Aki reprend la chanson en japonais pour la bande originale du film Heaven's Door de Michael Arias.
Le 25 août 2010, lors d'un concert de U2 à Moscou, Bono fait monter sur scène le chanteur Iouri Chevtchouk pour interpréter avec lui cette chanson.
En 2010, le groupe Les Chics Types fait une reprise en version acoustique, de même que le chanteur Andrew Belle en 2012.

## Bande originale
Sauf indication contraire, les informations mentionnées dans cette section peuvent être confirmées par le générique de fin de l'œuvre audiovisuelle présentée ici, ainsi que par la base de données cinématographiques IMDb,  présente dans la section « Liens externes ».
Ce tableau liste de manière non exhaustive des œuvres audiovisuelles dans lesquelles la chanson figure dans la bande originale ou parmi les musiques additionnelles de ces œuvres.
| Film / Série                               | Année | Interprète                                   |
| ------------------------------------------ | ----- | -------------------------------------------- |
| Pat Garrett et Billy le Kid                | 1973  | Bob Dylan                                    |
| Renaldo and Clara                          | 1978  | Bob Dylan & Roger McGuinn                    |
| L'Arme fatale 2                            | 1989  | Randy Crawford, Eric Clapton & David Sanborn |
| Jours de tonnerre                          | 1990  | Guns N' Roses                                |
| Rush                                       | 1991  | Bob Dylan                                    |
| L'Eau froide                               | 1994  | Bob Dylan                                    |
| Lawn Dogs                                  | 1997  | Bob Dylan                                    |
| The Dybbuk of the Holy Apple Field         | 1997  | Roger Waters                                 |
| Knockin'on Heaven's Door (Paradis express) | 1997  | Selig                                        |
| Windstruck                                 | 2004  | Youme                                        |
| Be Cool                                    | 2005  | Bob Dylan                                    |
| Las Vegas (saison 2: épisode 22)           | 2005  | Bob Dylan                                    |
| Six Feet Under (Saison 5: épisode 10)      | 2005  | Bob Dylan                                    |
| Urgences (Saison 12: épisode 15)           | 2006  | Scoob Serious                                |
| Salvador (Puig Antich)                     | 2006  | Bob Dylan                                    |
| I'm Not There                              | 2007  | Antony and the Johnsons                      |
| Supernatural (Saison 2: épisode 13)        | 2007  | Bob Dylan                                    |
| Big Love (Saison 2: épisode 8)             | 2007  | Bob Dylan                                    |
| Earl                                       | 2008  | Bob Dylan                                    |
| Quand Dieu commande (en)                   | 2008  | Antony and the Johnsons                      |
| Heaven's Door (en)                         | 2009  | Angela Aki                                   |
| Supernatural (saison 5: épisode 16)        | 2010  | Bob Dylan                                    |
| En solitaire                               | 2013  | Bob Dylan                                    |
| Avis de mistral                            | 2014  | Hugues Aufray                                |
| The 100 (Saison 2: épisode 16)             | 2015  | RAIGN (en)                                   |
| Sense8 (Saison 1: épisode 9)               | 2015  | Antony and the Johnsons                      |
| Strike Back(Saison 5: épisode 10)          | 2015  | Bob Dylan                                    |
| Lucifer (Saison 1 : épisode 9)             | 2016  | le père Franck la joue au piano              |
| Containment                                | 2016  | RAIGN (en)                                   |
| Comencheria                                | 2016  | Blakwall                                     |
| NCIS: Los Angeles (Saison 8: épisode 16)   | 2017  | The Jenerators (en)                          |
| C'est beau la vie quand on y pense         | 2017  | Bob Dylan                                    |
| Cœurs noirs (Saison 1, épisode 5)          | 2022  | RAIGN (en)                                   |
| Blacklist (Saison 10, épisode 22)          | 2022  | RAIGN (en)                                   |

## Clins d’œil dans d'autres médias
Dans la quatrième partie de JoJo's Bizarre Adventure, Diamond Is Unbreakable, le stand de l'un des protagonistes, Rohan Kishibe, est nommé Heaven's Door en référence à la chanson éponyme.
Dans le roman Le Passager de l'Ombre de l'auteur EP Neilli, le préambule est titré Knockin' on heaven door en référence à la version du groupe Guns N' Roses de cette chanson et dans le corps du texte, plusieurs références aux paroles sont listées.